# 10 × 22 мм
10×22 мм — патрон нелетального действия, разработанный для использования в газовых пистолетах в первой половине 1990-х годов на основе гильзы патрона ПГ9х22, в 2003 году патрон с резиновой пулей был сертифицирован в России для использования в гражданском травматическом оружии.
Применяется в пистолетах Mauser HSc mod.90T, Steel, Umarex Walther P22Т, Walther P50T, Umarex Walther P99T, Umarex Walther mod. PP, Grand Power T10, «Streamer T», ВПО-504 «АПС-М» и «Фантом-Т».
Поставляется в ящиках (1600 шт.).

## Описание
Патрон собран в цилиндрической гильзе с кольцевой проточкой. Края гильзы завальцованы.
Пуля сферическая, массой 0,72 грамм.

## Варианты
Разработаны и выпускаются несколько вариантов патрона:
- 10×22 Т — травматический патрон, снаряжённый резиновой пулей:
  - Патроны производства ЗАО «Техкрим»:
    - Патрон пистолетный с резиновой пулей — дульная энергия 50 Дж

  - Патроны производства ООО ПКП «АКБС»:
    - Патрон пистолетный с резиновой пулей ПП10РП «Спортивные»
    - Патрон пистолетный с резиновой пулей ПП10РП «Стандартные»
    - Патрон пистолетный с резиновой пулей ПП10РП «МАГНУМ»
    - Патрон пистолетный холостой ПП10Х
    - Патрон пистолетный газовый ПП10Г

Дульная энергия пули зависит от типа используемых боеприпасов и модели оружия, из которого произведён выстрел.
Эффективность применения зависит от места попадания травматической пули «по человеку» и иных обстоятельств (например, снизить воздействие пули способна плотная зимняя одежда).

## Страны-эксплуатанты
- Россия — сертифицирован для использования в гражданском травматическом оружии.
- Казахстан — сертифицирован для использования в гражданском травматическом оружии.